# Goodbye Aleppo
Goodbye Aleppo (em português: Adeus Aleppo) é um documentário de longa-metragem britânico de 2017 dirigido por Christine Garabedian e produzido pela BBC Arabic. O filme ganhou o prêmio de melhor documentario no Emmy Internacional de 2018.

## Enredo
O filme mostra uma equipe de quatro jovens jornalistas que se filmam enquanto a batalha por Alepo se desenrola ao seu redor em dezembro de 2016.

## Prêmios e indicações
| Ano  | Prêmio             | Categoria           | Resultado |
| ---- | ------------------ | ------------------- | --------- |
| 2018 | Emmy Internacional | Melhor Documentário | Venceu    |